# Block party
Una block party es una fiesta pública y multitudinaria que congrega a muchos miembros de un mismo barrio, ya sea para observar un evento de cierta importancia o simplemente por disfrute mutuo. El nombre proviene del tipo de fiesta, que en ocasiones ocasiona el cierre de toda una manzana al tráfico de vehículos. Muchas veces tiene lugar una celebración donde se toca música y se baila, y se instalan puestos de comida o actividades para niños. Las block parties ganaron popularidad en Estados Unidos durante los años 1970. Estas fiestas eran normalmente organizadas en el exterior, y la energía para el sound system de los DJ era tomada ilegalmente de las farolas. 
Se ha dicho que las block parties son una innovación que tuvo lugar en la Primera Guerra Mundial en el East Side de Nueva York, cuando toda una manzana era acordonada y se cantaban canciones patrióticas, llevándose a cabo un desfile en honor a los miembros de la manzana que habían ido a la guerra. Tradicionalmente, las block parties se desarrollaban de modo ilegal, sin pedir ningún tipo de permiso.